# اسکرین اینترنشنال
اسکرین اینترنشنال (به انگلیسی: Screen International) مجله فیلم چندرسانه‌ای است که به پوشش بین‌المللی کارهای مرتبط با فیلم می‌پردازد؛ و هفتگی توسط کمپانی امپ اینترنشنال لیمتد از سال ۱۸۸۹ تا به حال منتشر می‌شود. وبگاه این مجله، Screendaily.com در سال ۲۰۰۱ افتتاح شد.

## دفترها
اسکرین اینترنشنال دارای دفاتری در شهرهای زیر است:
- هنگ کنگ
- لندن، بریتانیا
- لوس آنجلس، کالیفرنیا
- نیویورک، ایالت نیویورک

## صفحه نمایش روزانه
اسکرین اینترنشنال علاوه بر مجله چاپی خود، اسکرین دیلی ، وب سایتی را که نمای بیدرنگی از صنعت فیلم ارائه می دهد، دارد.